# Trefläckig poppelmätare
Trefläckig poppelmätare Stegania trimaculata är en fjärilsart som beskrevs av Charles Joseph de Villers 1789. Stegania trimaculata ingår i släktet Stegania och familjen mätare, Geometridae. Arten är ännu inte påträffad i Sverige. Inga underarter finns listade i Catalogue of Life.

## Bildgalleri

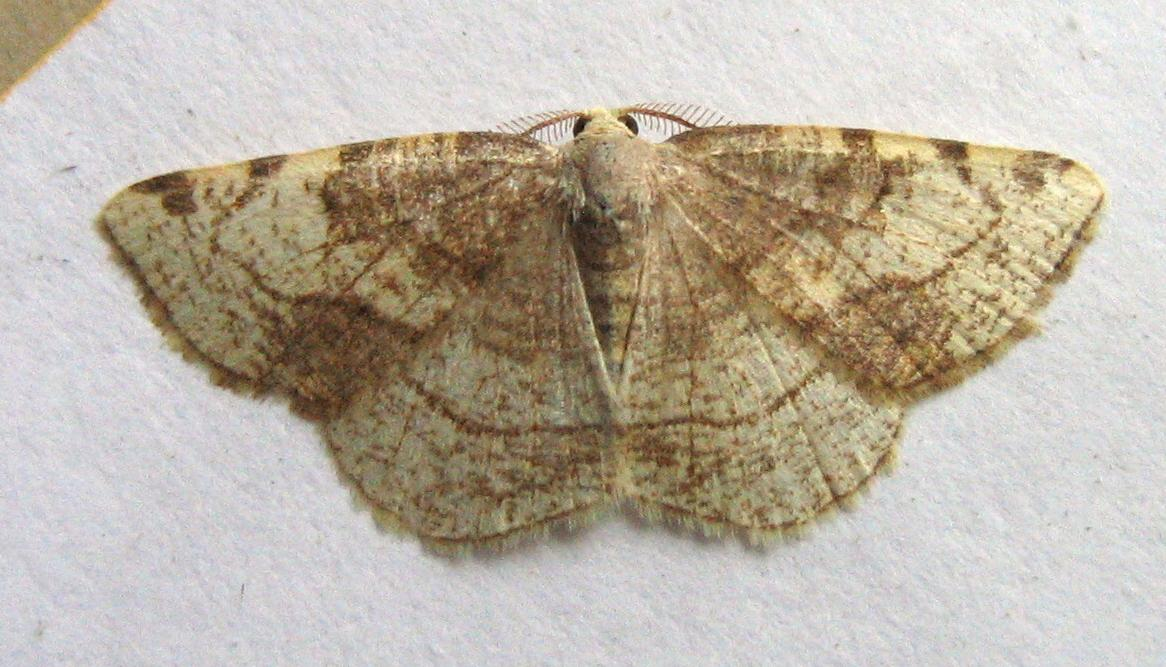
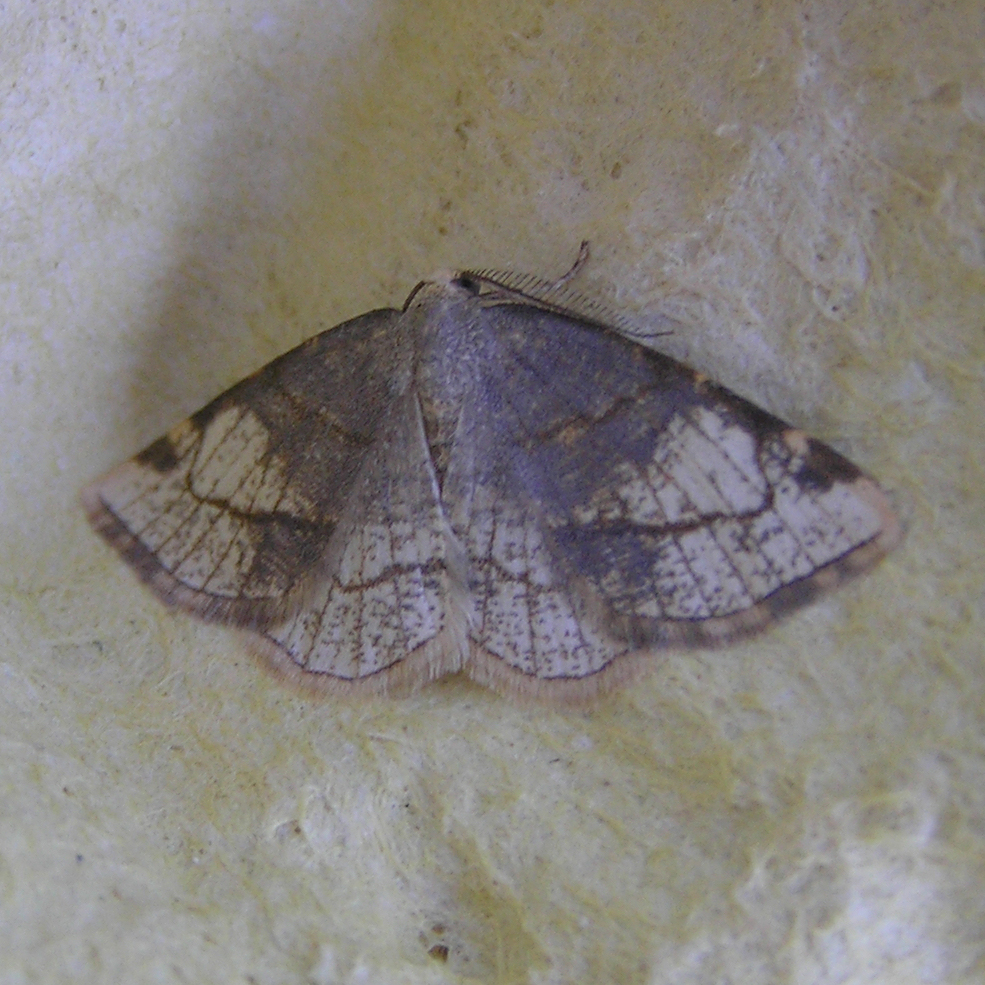
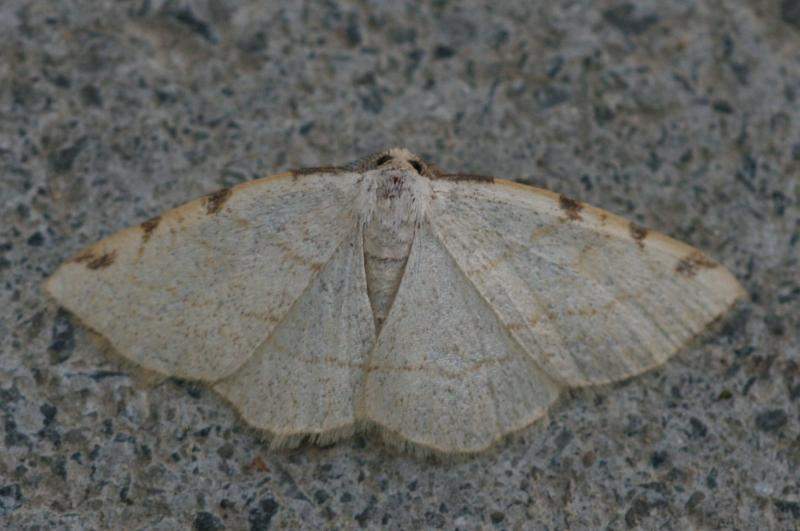